# Számi híd
A Számi-híd (norvégül: Samelandsbrua) közúti ferdekábeles híd, amely a Tana folyó felett ível át, összekötve Finnmark megyét és Utsjokit, Finnországban. A Számi híd 316 méter hosszú és leghosszabb fesztávja pillérei közt 156 méter. A hidat 1993-ban adták át. A hídon halad keresztül az E-75-ös európai útvonal.

## Fordítás
Ez a szócikk részben vagy egészben  a   Sami Bridge című angol Wikipédia-szócikk ezen változatának fordításán alapul.  Az eredeti cikk szerkesztőit annak laptörténete sorolja fel. Ez a jelzés csupán a megfogalmazás eredetét és a szerzői jogokat jelzi, nem szolgál a cikkben szereplő információk forrásmegjelöléseként.

## Külső hivatkozások
- Road Viaducts & Bridges in Norway (> 500 m)
- An image of the bridge
- Another image